# Duolingo
Duolingo je američka mrežna stranica i aplikacija za učenje stranih jezika. Korisnici aplikacije mogu vježbati vokabular, gramatiku ili izgovor riječi i fraza. Od lipnja 2021. na aplikaciji je dostupno 106 različitih tečajeva na 41 jeziku.
Besplatni model aplikacije bilježi preko 500 milijuna registriranih korisnika.

## Vanjske poveznice
|  | Zajednički poslužitelj ima još gradiva o temi Duolingo |

- Duolingova web stranica – duolingo.com